# Casier judiciaire (film)
Pour les articles homonymes, voir Casier judiciaire (homonymie).
Pour plus de détails, voir Fiche technique et Distribution.
Casier judiciaire (You and Me) est un film américain réalisé par Fritz Lang, sorti en 1938.

## Synopsis
Au sortir de prison, Joe Dennis, gangster repenti, est engagé dans un grand magasin dont le directeur recrute une partie de son personnel chez les anciens détenus afin d’aider à leur réinsertion professionnelle et morale. Joe épouse une vendeuse, Helen Roberts, qui par peur de le décevoir lui cache qu’elle est elle-même libérée sur parole, ce qui selon la loi américaine d’alors est un motif d’interdiction de mariage. 
Aussi fait-elle tout pour tenir cette union secrète. Quand Joe découvre la vérité, il revient auprès de ses anciens complices, avec lesquels il avait rompu, et se prépare à cambrioler le magasin. Mais Helen parvient à convaincre la bande de renoncer à son projet, en expliquant, craie en main au tableau noir, que « le crime ne paie pas ». 
Un enfant scellera bientôt l’amour d’Helen et de Joe, en présence de tous leurs amis réunis à la maternité.

## Fiche technique
- Titre original : You and Me
- Titre français : Casier judiciaire
- Réalisation : Fritz Lang
- Scénario : Norman Krasna, Virginia Van Upp
- Photographie : Charles Lang
- Montage : Paul Weatherwax
- Musique : Kurt Weill (interludes), W. Franke Harling
- Production : Paramount Pictures
- Langue : anglais
- Genre : film noir
- Durée : 90 minutes
- Date de sortie :
  - États-Unis : 3 juin 1938

## Distribution
- Sylvia Sidney : Helen Dennis
- George Raft : Joe Dennis
- Barton MacLane : Mickey Bain
- Harry Carey : Jerome Morris
- Robert Cummings : Jim
- Guinn "Big Boy" Williams : Chauffeur de taxi
- Ellen Drew : Une caissière
- Roscoe Karns : Cuffy
- Cecil Cunningham : Mme Mary Morris
- Warren Hymer : Gil 'Gimpy' Carter
- Arthur Hoyt : M. Klein
- Willard Robertson : J. Dayton, l'agent de libération conditionnelle
- Bernadene Hayes : Nellie
- Joyce Compton : L'acheteuse aux cheveux blonds bouclés
- Fern Emmett : La mère de la vilaine petite fille
- Adrian Morris : Knucks

Acteurs non crédités
- Ethel Clayton : Employée de l'agence d'embauche
- Robert Homans : Agent de sécurité du magasin
- Ray Middleton : Vendeur
- Edward Pawley : Dutch

## Citation
- Dans sa démonstration contre le crime, Helen tempère les velléités par cette phrase :

« The big shots aren't little crooks like you. They're politicians. »

## Autour du film
- Richard Wallace avait été pressenti pour diriger le film mais c'est Sylvia Sidney qui imposera Fritz Lang[3]. Malgré la notoriété du réalisateur le film fut un échec au box office.
- On remarquera que Lang contourne fort habilement le code Hays puisque les deux protagonistes couchent ensemble sans être légalement mariées et ont un enfant.